# 科茹赫河
科茹赫河是俄羅斯的河流，屬於基亞河的左支流，由科麥羅沃州負責管轄，河道全長150公里，流域面積1,750平方公里，河水主要來自雨水和融雪，每年十一月至翌年四月結冰。